# Protestes a Belarús del 2020-2021
Les protestes a Belarús, que alguns mitjans denominen «revolució de les sabatilles» (en anglès, slipper) o «revolució antipaneroles», són una sèrie de protestes de carrer contra el Govern de Aleksandr Lukaixenko, el president de Belarús. Les manifestacions, que formen part del moviment democràtic belarús, s'han estat produint abans, durant i després de les eleccions presidencials bieloruses de 2020, en les quals Lukaixenko buscava un sisè mandat en el càrrec.
El 15 d'agost de 2020, es va informar des de l'entorn del president Aleksandr Lukaixenko que van preguntar als representants del Kremlin sobre la possibilitat que Lukaixenko escapés a Rússia. A més, es va informar que la part russa també admet que és probable que Lukaixenko renunciï al càrrec de cap d'Estat.
El 20 d'agost de 2020, un alt executiu de l'empresa EPAM Systems, l'enginyer belarús Pável Líber i coautor de l'eina informàtica Golos (Veu en rus), va presentar l'informe final del recompte alternatiu de vots així com el mapa dels col·legis electorals que representen el 30 % de l'electorat, obtinguts amb ajuda de la plataforma. Aquests informes mostren que en un terç de col·legis els resultats van ser falsificats ja que Lukaixenko en realitat va obtenir menys del 40 % de vots.

## Context

L'antiga Bandera de Belarús (utilitzat l'any 1918 i de 1991 a 1995) és un símbol del moviment democràtic.

Lukaixenko és generalment qualificat pels mitjans de comunicació occidentals de « últim dictador » d'Europa i és al poder des de 26 anys. Sota el seu règim autoritari el govern ha reprimit sovint l'oposició, sobretot durant la revolució avortada de 2005 i les manifestacions de 2017. Lukaixenko s'enfronta a una oposició creixent per la gestió de la pandèmia de coronavirus, que ha negat que fos una amenaça seriosa mentre que les persones grans que eren els seus principals suports eren els més exposades al virus. De les cinc eleccions guanyades per Lukaixenko, només la primera ha estat jutjada lliure i justa pels observadors internacionals.
Segons l'investigador David Teurtrie, del Centre d'investigació Europa-Eurasia de la Inalco, 
| « | fa uns anys, Lukaixenko encara tenia una base popular real. La crisi econòmica ha afeblit el seu suport. Però la majoria de les elits que formen el règim provenen de les forces de seguretat. No semblen sensibles ni a l’impacte econòmic ni a la imatge que el país pugui transmetre. Tampoc hi ha oligarques que juguen a les divisions. Belarús continua sent un país extremadament tancat a la influència occidental | » |

Fa alguns anys, Lukaixenko disposava d'una real base popular.

## Abans de les eleccions

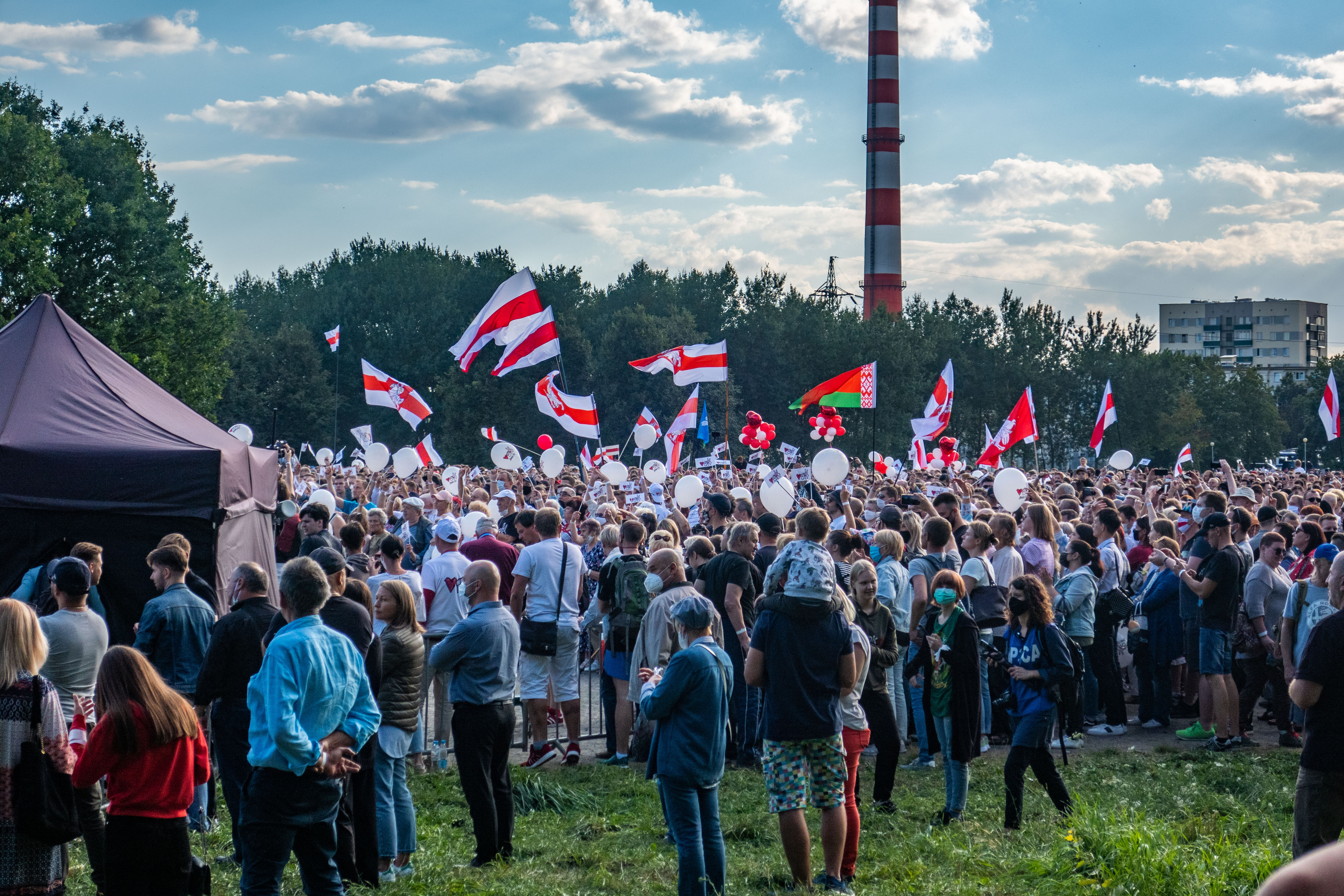
Concentració de suport a Tsikhanòuskaia a Minsk (30 de juliol de 2020).

Empresari i blogger Sergei Tsikhanóusky, que va qualificar Lukaixenko de " panerola », com en el poema infantil La poderosa panerola (amb la sabatilla aixafant simbòlicament la panerola) va ser arrestat a finals de maig de 2020 per les autoritats belarusses, que l'acusaven de ser un agent estranger. El juny de 2020, tenen lloc manifestacions al carrer contra Lukaixenko. Diversos candidats de l'oposició es van presentar a les eleccions com a conseqüència del moviment, però molts van ser arrestats. El 19 de juny, Lukaixenko va anunciar que " va frustrar un intent de cop d'estat ”, i va anunciar la detenció del seu principal rival, Viktar Babaryka. Aquest últim afirma que les acusacions de suborn i corrupció van ser falsificades i que la detenció va tenir una motivació política per evitar que guanyés les eleccions. L'esposa de Tsikhanóusky, Sviatlana Tsikhanòuskaia, es registra com a candidata després de l'arrest de Babaryka. Activistes de l'oposició, periodistes i blocaires també han estat arrestats en relació amb la repressió. El grup de drets humans Viasna va estimar que entre principis de maig i principis d'agost, al voltant de 1.300 persones van ser arrestades per manifestar-se.
Lukaixenko afirma que les manifestacions de l'oposició formen part d'un complot estranger potencialment orquestrat, segons ell, pels americans, l'OTAN, els russos o els ucraïnesos. Anuncia igualment la detenció de 33 persones, presentades com presumptes mercenaris del grup Wagner, una societat militar privada russa.
Els mitjans especulen sobre el destí de les protestes, que podrien durar i escalar-se o fins i tot convertir-se en una revolució en tota regla, similar a com les protestes d'Euromaidan es van convertir en una revolució a Ucraïna el 2014. El Fons Marshall, un Laboratori d'idees estatunidenc, assenyala que les protestes estan més esteses i es reprimeixen més brutalment que les anteriors protestes a Belarús.
L'Organització per a la Seguretat i la Cooperació a Europa (OSCE) indica que no segueix les eleccions del 2020, ja que no ha estat convidada a fer-ho. Aquesta és la primera vegada des del 2001 que l'Oficina per a les Institucions Democràtiques i els Drets Humans (ODIHR) de l'OSCE no aconsegueix supervisar les eleccions a Belarús. Des de 1995, l’OSCE no ha reconegut cap elecció a Belarús com a lliure i justa, i les missions anteriors d’observació de les eleccions de l’OSCE al país han estat dificultades pel govern.
El 23 de juliol, Lukaixenko afirma que la BBC i Radio Liberty han encoratjat els motins i amenaça d'expulsar aquests mitjans de comunicació i de prohibir-los informar sobre les eleccions. El 6 d'agost, aproximadament 5.000 manifestants baixen als carrers de Minsk agitant de les cintes blanques, cridant a eleccions lliures i regulars. En el transcurs de la primera setmana d'agost, desenes de milers de belarussos es manifesten contra Lukaixenko a les ciutats del país, entre les quals 60.000 a la capital Minsk, la qual cosa la converteix en la més gran manifestació al carrer de la Belarús post-soviètica.

## Després de les eleccions

### Agost 2020

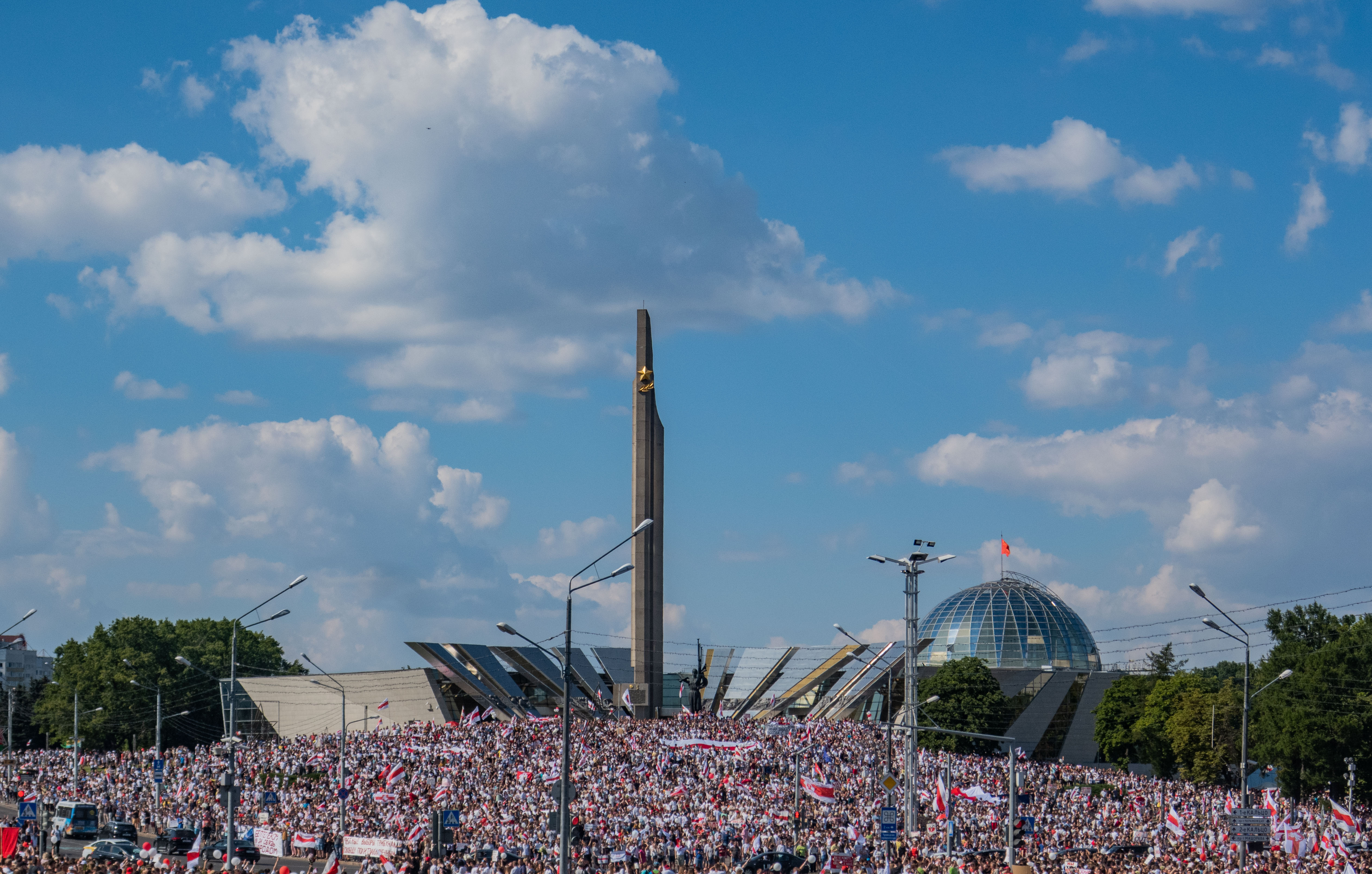
Minsk, 16 d'agost de 2020.

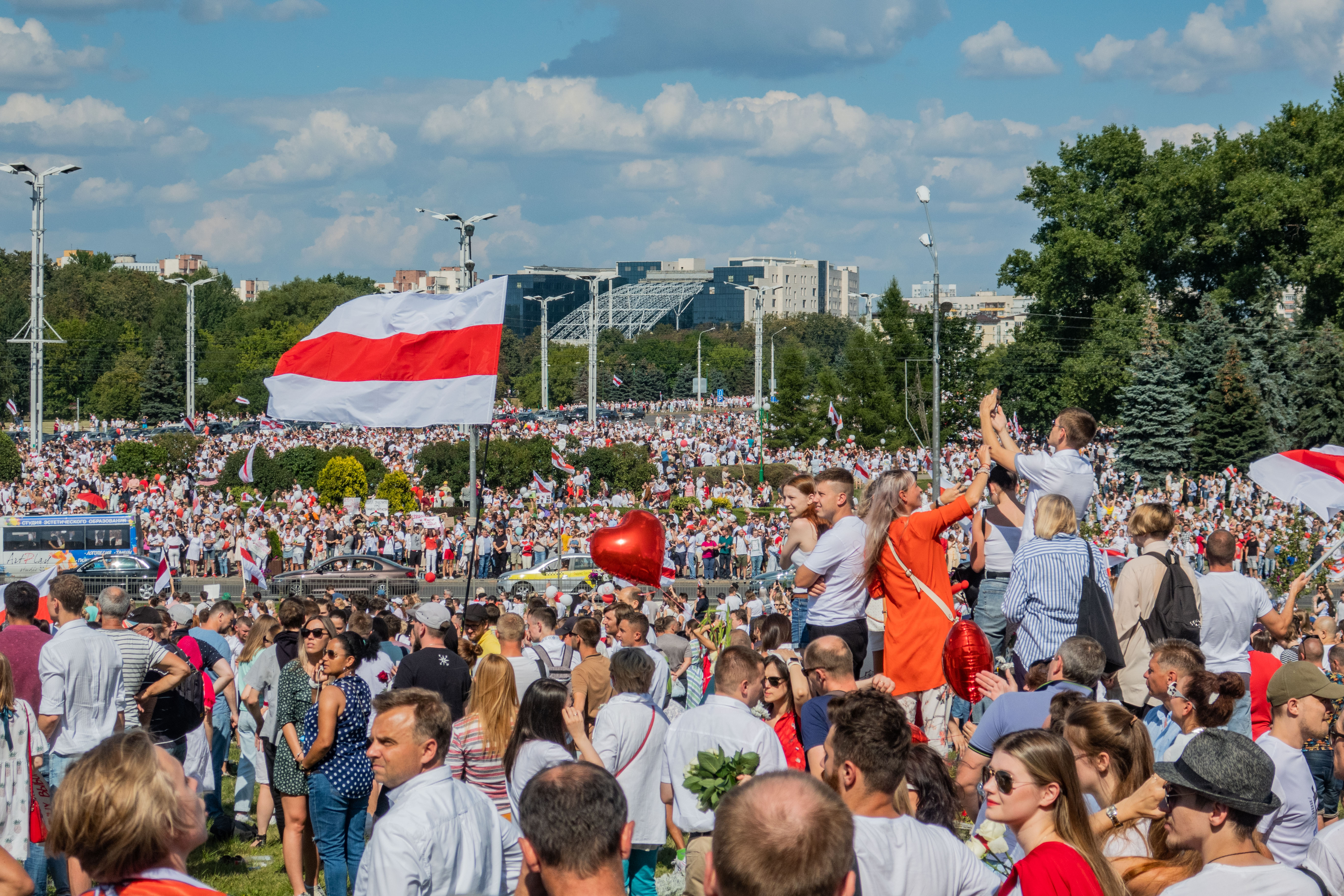
Minsk, 16 d'agost de 2020.

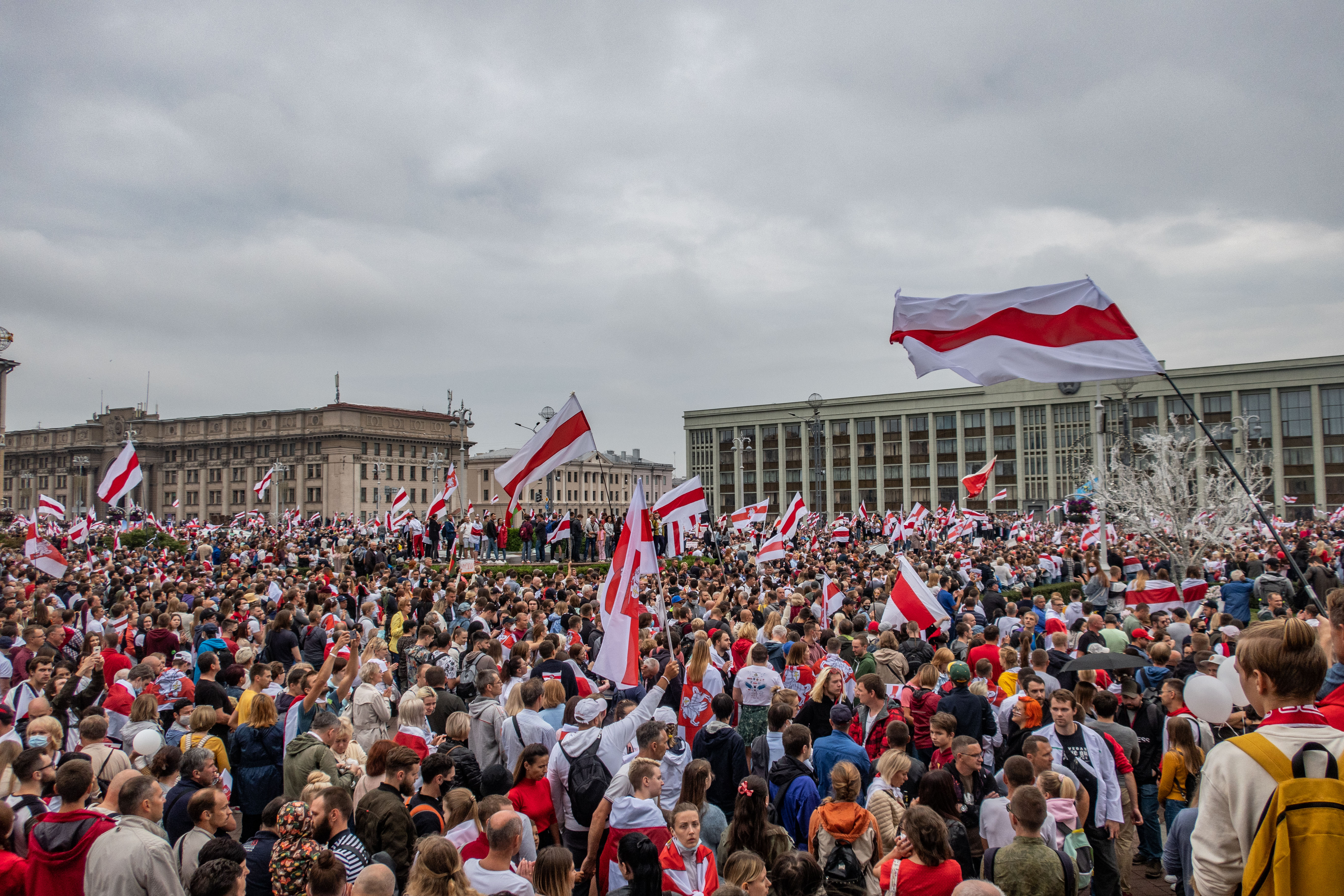
Minsk, 23 d'agost de 2020.

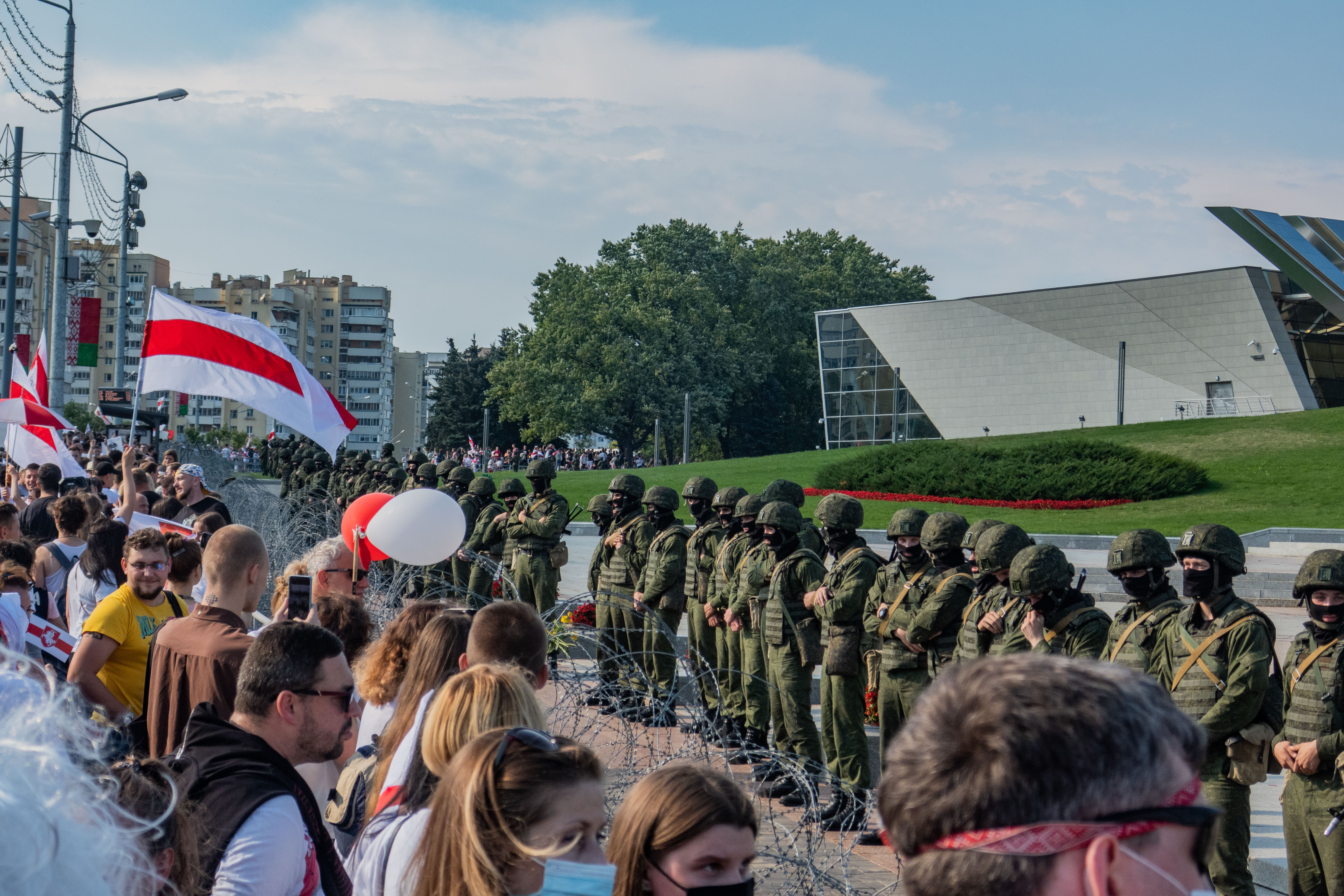
Minsk, 30 d'agost de 2020.

Quan es tanca l'escrutini, molts proveïdors de serveis d'Internet queden fora de servei, mentre la policia i els militars tanquen bona part de Minsk. La televisió estatal revela els resultats d'un sondeig a peu d'urnes que mostrava una victòria de Lukaixenko. Arran d'això, es van produir enfrontaments entre manifestants i policies antidisturbis a Minsk. S'utilitzen granades atordidores i bales de goma, ferint manifestants. La principal candidata de l'oposició, Sviatlana Tsikhanòuskaia, diu en roda de premsa que no confia en el sondeig: 
| « | Crec els meus ulls i veig que la majoria són amb nosaltres | » |

 .
La segona nit després de l’anunci dels resultats (victòria de Lukaixenko amb un 80 %), els manifestants van aixecar barricades a la zona al voltant del mercat de Riga. Les forces del règim van respondre disparant gasos lacrimògens als manifestants i utilitzant granades atordidores. Un manifestant mor després d'una explosió. Segons el Ministeri de l'Interior belarús, es preparava per llançar un artefacte explosiu que va detonar a les seves mans. Un vídeo el mostra amb les mans buides i abatut per la policia.
Els enfrontaments van continuar la nit de l'11 al 12 d'agost de 2020 a zones més perifèriques de la ciutat (Kamennaïa gorka, Serebrianka i Ouroutchie). La policia també ataca representants de la premsa, trenca els seus equips i confisca targetes de memòria. El quart dia de la manifestació va tenir lloc amb més calma, sense detencions massives, i va estar marcat per marxes de dones que avançaven braç a braç en protesta pacífica. Mentre els soldats fan senyals de suport als manifestants, els agents de policia llencen els uniformes mentre els funcionaris dimiteixen.
El divendres 14 d'agost, centenars de manifestants són alliberats després d'haver estat detinguts. Afirmen haver estat torturats (privació d'aigua, d'aliment i de son, tortures amb electricitat i cremades de cigarrets). Eren detinguts per desenes a cel·les previstes per a 4 o 6 persones. Un manifestant testifica a l'AFP : Se m'ha copejat molt fort sobre el cap (...), la meva esquena està cobert de blaus després dels cops de porra. »El mateix dia, paramilitars russos del grup Wagner, són alliberats i expulsats a Rússia.
La Unió Europea intenta impulsar les autoritats belarusses a acceptar un pla elaborat per Polònia, Letònia i Lituània, que preveu la fi de la repressió, l'alliberament dels manifestants arrestats, l'establiment d'un Consell Nacional format per govern i membres de l'oposició, així com noves eleccions. Mentre continuen les protestes, Lukaixenko rebutja la mediació i la UE decideix establir sancions.
El 15 d'agost, els obrers es manifesten contra el poder. Investigadors, intel·lectuals, periodistes, i homes de negocis, així com l'exministre de la Cultura Pavel Latouchko es van unir igualment a la contestació. L'ambaixador de Belarús a Eslovàquia, va dir que estava impactat pels testimoniatges de tortura i deserta. Mentre el ministeri de l'Interior presenta les seves excuses als manifestants, el director d'una fàbrica anuncia la derrota del president sortint.
El diumenge 16 d’agost, a la crida de Sviatlana Tsikhanòuskaia, es van produir grans manifestacions de l'oposició a tot el país, en particular 100.000 (segons AFP) o 200.000 persones als carrers de Minsk (segons les estimacions de Reuters), després d'una concentració de Lukaixenko davant d'uns quants milers de seguidors portats en autobús. Loukachenko també està buscant el suport de Vladímir Putin per conservar la seva autoritat. Més de 2.000 manifestants arrestats per la policia van ser alliberats el 16 d’agost.
El 17 d’agost, mentre les vagues es multipliquen al país, Lukaixenko es dirigeix als treballadors de la fàbrica de tractors de Minsk (MKZT) que el reben als crits de "dimissió". Després d'haver desafiat els manifestants aconsellant-los que continuessin cridant, afirma que no hi haurà noves eleccions fins que no hagi estat mort i aleshores proposa lliurar el poder després de l’adopció d’una nova Constitució. El mateix dia, l'OSCE va fer una proposta de mediació.
La cadena pública Belarus 1 fa vaga el 18 d'agost i deixa de transmetre. Milers de manifestants es reuneixen davant la presó on és detingut Serguei Tsikhanóuski per celebrar el seu aniversari.
Al voltant de 1.000 agents de policia renuncien (dels 40.000 que hi ha al país). A més, els periodistes en vaga són acomiadats i substituïts per russos.
El 22 i 23 d'agost tenen lloc noves manifestacions a Minsk i a una cinquantena d'altres ciutats. La marxa del 23 d'agost a Minsk va mobilitzar 100.000 persones segons mitjans de comunicació lligats a l'oposició. A continuació, hi ha assalts del règim contra les fàbriques en vaga L'endemà, els oponents Serguei Dilevski i Olga Kovalkova, tots dos membres del Consell de coordinació, són detinguts a l'entrada de la fàbrica de tractors de Minsk per haver organitzat una vaga il·legal
El moviment de protesta coneix un cert ralentiment a partir de la segona setmana per la repressió i la divisió de l'oposició. La candidata a la presidència Sviatlana Tsikhanòuskaia « es va convertir en una autèntica musa mediàtica. Aquesta posició comença a crear tensions i a dividir el moviment quan es presenta com una possible presidenta de transició », subratlla un altre responsable de l'oposició.

### Setembre 2020
Des que comença el curs escolar l'1 de setembre, els estudiants fan vaga per protestar contra el govern al poder. Aquesta vaga va durar diversos mesos en determinats establiments del país. Dotzenes d'estudiants són arrestats.

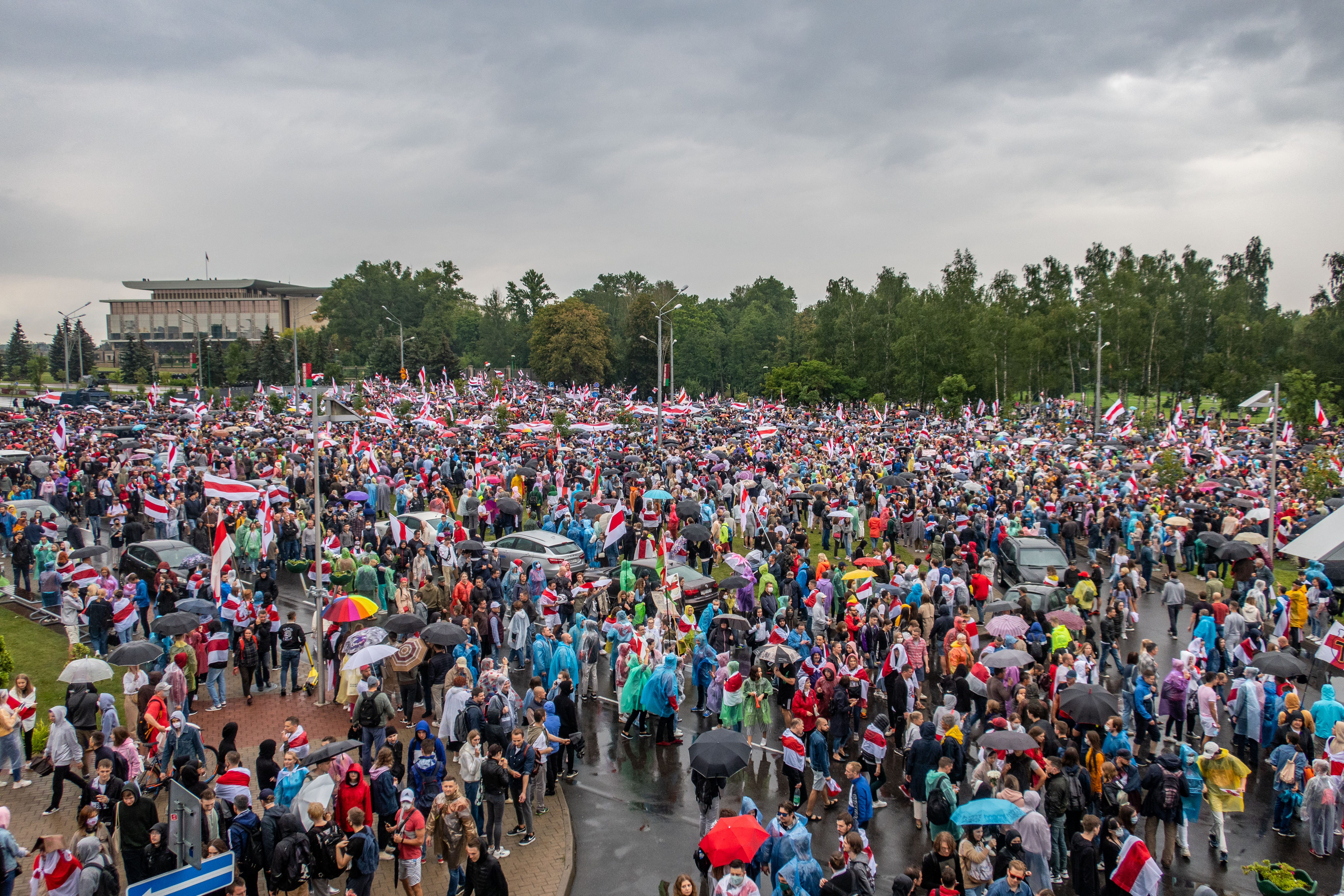
Minsk, 6 de setembre de 2020.

El 6 de setembre, una nova manifestació reuneix més de 100.000 persones, cosa que la converteix en la manifestació més gran des del començament del moviment. A més, la policia va fer 633 detencions, incloses 363 que van romandre detingudes l'endemà, un record des de l'inici del moviment.
L'endemà, Maria Kolesnikova, oponent belarussa i membre del consell de coordinació, va ser segrestada per persones emmascarades. La condueixen a la frontera ucraïnesa. Maria trenca deliberadament el passaport per evitar que la portin a la frontera. El seu advocat troba la pressió arterial alta, contusions al cos i dolor als braços per la lluita durant el segrest i sol·licita un examen forense. Ella declara haver estat torturada psicològicament i amenaçada de mort. Posteriorment, el seu advocat va presentar una denúncia el 10 de setembre contra membres del KGB i de la Direcció de Lluita contra la Delinqüència Organitzada. Altres opositors, Ivan Kravtsov i Anton Rodnenkov, van ser segrestats el mateix dia i també es van veure obligats a abandonar el país per la frontera ucraïnesa. És la sisena persona (de set) del consell de coordinació que ha estat neutralitzada pel poder.
El 12 de setembre, la policia procedeix a desenes de detencions en una marxa de dones que havien reunit aproximadament 10.000 persones.

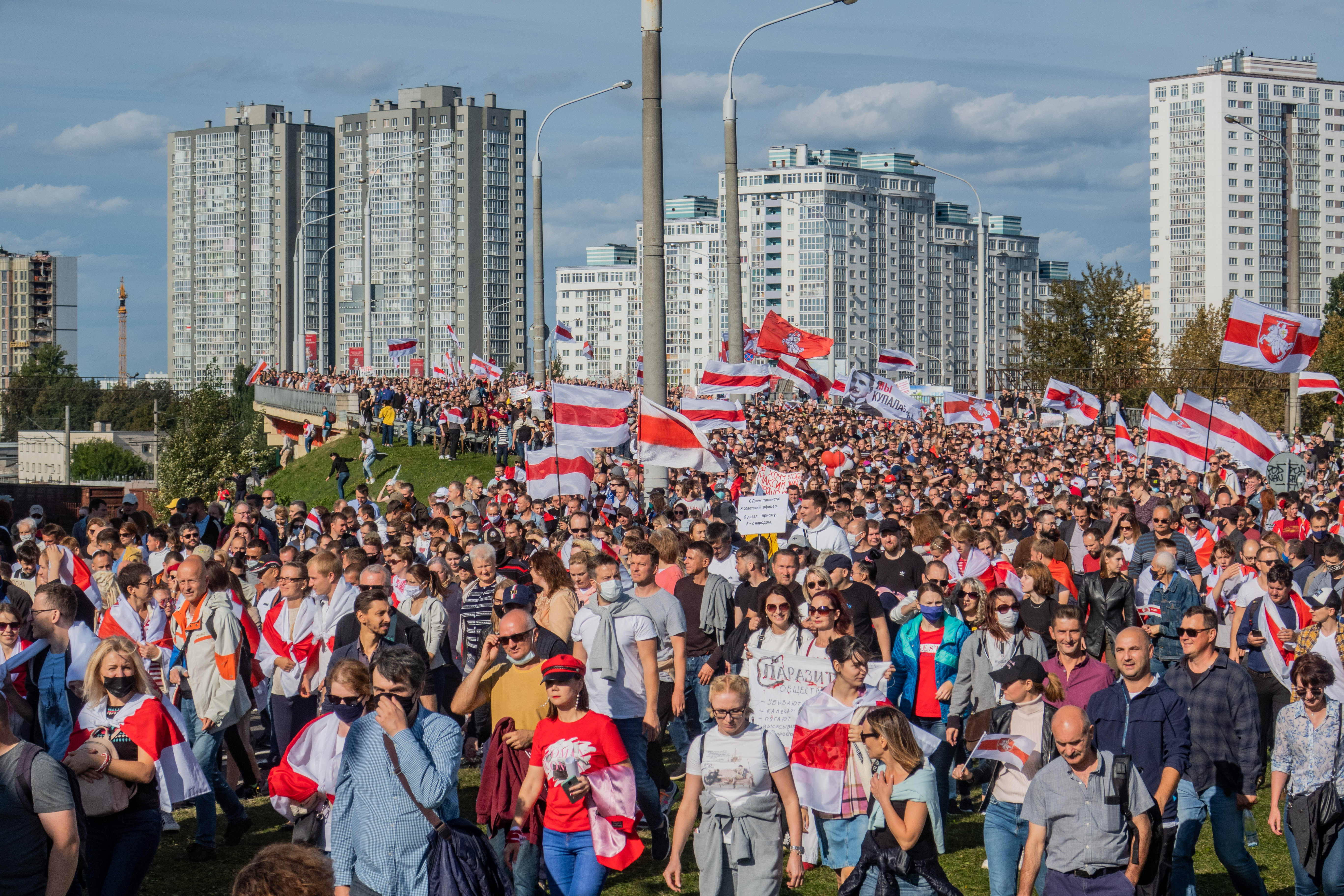
Minsk, 13 de setembre de 2020.

El 13 de setembre, es reuneixen desenes de milers de persones. La policia fa 400 detencions.

El 17 de setembre, Belarús diu que es veu obligada a tancar les fronteres polonesa-belarussa i lituana-belarussa i reforça la seguretat a la frontera ucraïnesa-belarussa. El portaveu del govern polonès va dir que Polònia no havia rebut cap confirmació d'aquesta decisió. El viceministre polonès d'Afers Exteriors considera que això és 
| « | un nou element d’una campanya de propaganda, un joc mental que pretén crear una sensació d’amenaça externa | » |

El 19 de setembre, la policia procedeix a centenars de detencions en una manifestació de dones que havia reunit aproximadament 2.000 persones. El 20 de setembre, el mercat dominical reuneix desenes de milers de persones. La policia procedeix a més de 160 detencions, entre les quals Nina Baguinskaia, una de les militants més conegudes del moviment.
El 23 de setembre, Lukaixenko va jurar un sisè mandat en una cerimònia secreta.
El 26 de setembre, més de 95 persones van ser arrestades, la majoria dones, per agents antiavalots encaputxats desplegats als carrers de Minsk, però també a Brest. També van ser arrestats periodistes, que van cobrir les concentracions, i músics, que van interpretar una cançó de l'URSS (que s'ha convertit en un himne del moviment).
El 27 de setembre, la policia va detenir unes 200 persones durant una manifestació que va reunir prop de 100.000 persones. La policia va utilitzar gasos lacrimògens (a Hòmiel) i granades atordidores (a Mahiliou). El palau de la República, però també diverses places i centres comercials, així com estacions de metro, van ser tancats amb barreres i per policies antiavalots.

### Octubre 2020
El 4 d’octubre, una nova manifestació dedicada als presos polítics, reuneix més de 100.000 persones. Els manifestants van marxar després a la presó d'Okrestina, on hi ha detinguts alguns manifestants arrestats, inclosos 77 presos polítics. Durant aquesta manifestació, l'operació del transport públic es va reduir severament i es van utilitzar canons d'aigua contra els manifestants. Els manifestants s’oposen cada vegada més al Kremlin, que protegeix Alekxandr Lukaixenko. 
| « | Sense Putin, la revolució hauria acabat molt més ràpid. Òbviament hi ha interferències. Putin té massa por que el moviment s’estengui al seu país | » |

, diuen els manifestants.
L'11 d'octubre, almenys 10.000 persones es manifesten al començament d'una marxa que és reprimida per les autoritats: 39 persones són detingudes, sobretot periodistes i representants de mitjans de comunicació russos.

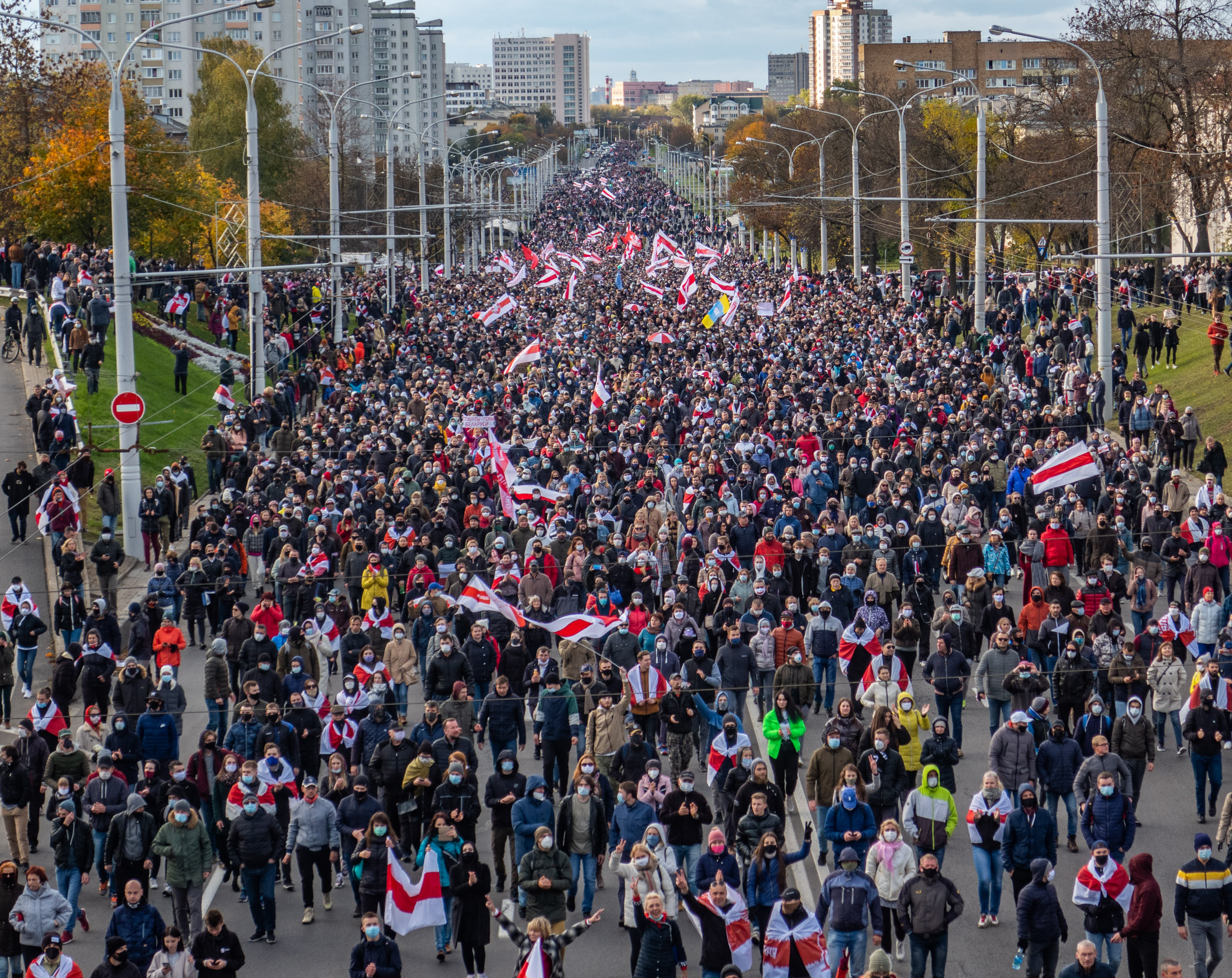
Minsk, 13 d'octubre de 2020.

El 13 d’octubre, l'opositora democràtica Sviatlana Tsikhanòuskaia envia un ultimàtum a la policia i al govern. Dona 13 dies per aturar la violència policial, alliberar els presos polítics i fer dimitir Lukaixenko. En cas contrari, a partir del 25 d'octubre, tot el país es manifestarà pacíficament i el 26 d’octubre es llançarà una vaga nacional i es bloquejaran les carreteres.

El 18 d’octubre es manifesten desenes de milers de persones. Més de 200 persones són arrestades. La policia va amenaçar amb disparar munició real contra els manifestants, tot i que no ho van fer. Els manifestants creuen que 
| « | si comencen a disparar, encara hi haurà més gent al carrer | » |

, i això que el nivell de violència perpetrat per les autoritats no té precedents. La policia ja havia disparat munició real a principis d'agost a Brest, durant els primers dies de la manifestació. Un manifestant va morir després de les ferides.

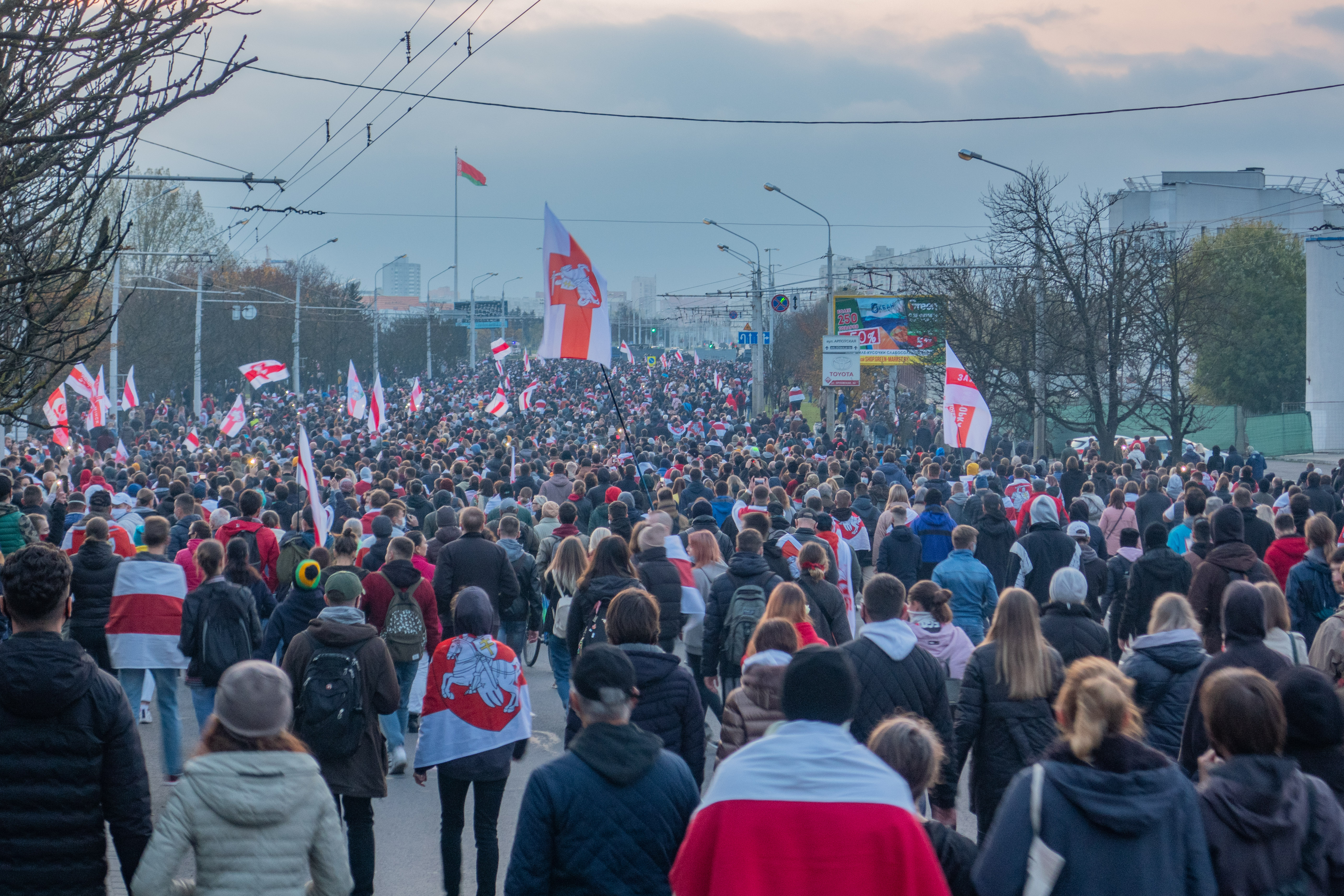
»Minsk, 25 d'octubre de 2020

El 25 d'octubre, més de 100.000 persones es manifesten per l'ultimàtum llançat per Sviatlana Tsikhanòuskaia. Atès que les condicions no es van complir a temps, Tsikhanòuskaia convoca una vaga general a partir del 26 d'octubre. La policia va fer prop de 160 detencions el 25 d'octubre al vespre.
Durant la vaga general, la policia va fer 581 detencions. Circulen vídeos que mostren que els manifestants van ser arrestats, amb violència, al seu pis. La policia els amenaça d’utilitzar gas si no cooperen. Es van utilitzar granades atordidores, bales de goma i gas lacrimògens contra els manifestants, que cantaven Vaga ! Vaga ! Vaga!. Tot i la mobilització limitada d'aquesta vaga, la líder de l'oposició diu que està satisfeta.
El 31 d’octubre, Vladimir Astapenka, l'ambaixador belarús a l'Argentina anuncia que deserta a favor de l'oposició belarussa.

### Novembre 2020
L'1 de novembre, el tretzè diumenge, va reunir entre 20.000 i 30.000 manifestants pel mercat del terror. La policia procedeix a 200 detencions. La policia va atacar els manifestants en un intent de dispersar-los.

El 8 de novembre, durant la manifestació setmanal, Sviatlana Tsikhanòuskaia declara que vol conèixer Biden, subratllant que Biden 
| « | diverses vegades va prendre posicions fermes en suport del poble belarús | » |

. Lukaixenko, per la seva banda, descriu les eleccions presidencials dels EUA com paròdia de democràcia. La líder de l'oposició també declara el mateix dia que no té intenció d'aturar les manifestacions fins que no s'hagi declarat la seva victòria.

Un activista de l'oposició va morir a l'hospital després de les ferides greus de les pallisses de la policia el 13 de novembre. Hores després de l'anunci, els manifestants van sortir al carrer per expressar les seves emocions, cantant Els herois no moren. La manifestació del 20 de novembre queda cancel·lada pel funeral, que té lloc el mateix dia, i que reuneix a més de 5.000 persones. Sviatlana Tsikhanòuskaia declara: 
| « | El meu cor està trencat. Vull dirigir-me a la mare de Raman Bandarenka, que va ser assassinat pels bandits de Lukaixenko: el vostre fill s'ha convertit en una víctima innocent d'un sistema terrible. Però per a nosaltres serà l’heroi per sempre. Continuarem lluitant pel vostre fill i la llibertat a Belarús | » |

Els opositors canvien d'estratègia de manifestació i es manifesten des d'aleshores en petits grups d'alguns milers de persones, que anomenen la "Marxa dels veïns", repartits per tota la ciutat, per tal de desorientar les forces de l'ordre belarusses. Els oponents apliquen aquesta estratègia des del 29 de novembre, on la policia procedeix a més de 250 detencions.

### Desembre 2020
L'oposició continua aplicant l'estratègia de petites reunions el 6 de desembre, formant llargues columnes als districtes de Minsk o als districtes d'altres ciutats. Un advocat opositor declara a l'AFP: 
| « | No entenc com seria possible deixar de protestar quan la gent ha patit i continua patint. No podem tancar els ulls | » |

 En total, la policia va fer més de 300 detencions aquell 6 de desembre a Minsk. Sviatlana Tsikhanòuskaia diu a Telegram: 
| « | Cada marxa recorda que els belarussos no es rendiran. No permetrem que se'ns privi dels nostres drets i que es tanquin els ulls als crims | » |

 Durant aquesta concentració, es van veure canons d'aigua als carrers de Minsk, així com homes amb casc que atacaven civils amb violència.
Cada dia de reunió (cada diumenge), el govern interromp i fins i tot bloqueja l'accés a Internet a gran part del país i bloqueja l'accés als llocs principals, a les estacions de metro centrals de Minsk i als edificis governamentals.
El 10 de desembre, Belarús prohibeix les sortides del país per via terrestre, oficialment per lluitar contra la pandèmia de Covid-19, però l'oposició denuncia aquesta mesura com un «teló de ferro» que serveix per amagar els crims: només es van prohibir les sortides i no les entrades.
Malgrat les baixes temperatures al país, les manifestacions continuen el 13 de desembre, formant més de 120 marxes als diferents barris de Minsk. La policia procedeix a més de 130 detencions

Sviatlana Tsikhanòuskaia rep el premi Sàkharov el dimecres 16 de desembre durant una cerimònia al Parlament Europeu. Va dir, en rebre el premi, 
| « | Estem destinats a guanyar i guanyarem | » |

El 20 de desembre durant el 134 dia de protesta, milers de persones van sortir al carrer, sempre en petits grups als barris de les ciutats belarusses. Més de 30 persones són arrestades per la policia. Sviatlana Tsikhanòuskaia declara que tot el món veu el moviment de protesta a Belarús i […] tothom ens dona suport. Cada nova marxa impedeix al règim mentir dient que les protestes han acabat.
S'organitza una marxa amb globus el dia 27 de desembre. Molts globus blancs i vermells es llancen a Minsk. Els manifestants van corejar Viva Belarús! Diversos manifestants són arrestats.
El 29 de desembre, Sviatlana Tsikhanòuskaia diu que les protestes no han acabat, que han pres noves formes: tertúlies de barri (anomenades Marxa dels veïns), Flash mobs, espectacles. .. Ella creu que les manifestacions centralitzades es reprendran la propera primavera.

### Gener de 2021
El 3 de gener, hi ha manifestacions a tot Minsk, tot i que l'oposició no ha convocat cap protesta. No hi ha informes de detencions, però el grup de drets humans Viasna diu que almenys 10 persones van ser detingudes durant la protesta.

Aleksandr Lukaixenko anuncia, el 10 de gener, un projecte de reforma dirigit a l’adopció d’una nova constitució. Caldrà fer un referèndum per determinar si hauria d’haver una nova constitució, però la data només s’anunciarà en una reunió de l’ Assemblea Nacional l'11 i 12 de febrer. 
| « | Crec que el projecte de nova constitució estarà a punt a finals d'any. I llavors la gent determinarà en un referèndum si ha d’haver una nova constitució o no | » |

 declara. El president belarús va dir el novembre passat que renunciaria al seu càrrec un cop adoptada la nova constitució. Sviatlana Tsikhanòuskaia rebutja el projecte de reforma: 
| « | Només es pot adoptar una nova constitució a Belarús: la constitució popular. La gent ho discutirà i l'escriurà. I l’home ha terroritzat els belarussos no té res a veure amb la principal llei del país | » |

 L'oficina de Tsikhanòuskaia presentarà properament un projecte de constitució que estarà obert a discussió.
El mateix dia, la marxa setmanal té lloc als districtes de Minsk, però també a Brest, Hrodna, Mahiliou. El Ministeri de l'Interior diu que van ser arrestades 40 persones el 7 i 10 de gener per participació en accions no autoritzades.
El 14 de gener, Sviatlana Tsikhanòuskaia convoca manifestacions per la Diada de la solidaritat. El 7 de febrer, la líder de l'oposició fa una crida als manifestants a passejar pels carrers de la seva ciutat, a compartir imatges i articles a les xarxes socials (ciberactivisme), a escriure cartes als presos polítics i a donar diners a les associacions que donin suport al moviment. També va anunciar que se celebrarà una conferència solidària, seguida en particular per Pavel Latouchka el 6 de febrer per a la diàspora belarussa.
El 17 de gener s’organitzen més de 30 marxes a tot el país, incloses les flash mobs a Minsk. S’informa de detencions, però el nombre no s’ha donat a conèixer.
El 23 de gener, durant la marxa de solidaritat amb els presos polítics del país, es van detenir 126 persones, inclosos diversos periodistes i voluntaris d'associacions. Els manifestants també donen suport als presos polítics, en particular enviant-los cartes.

### Febrer de 2021
Els manifestants van utilitzar els seus balcons cada nit durant els propers dies a partir del 2 de febrer i van cantar "Visca Belarús" i "Lukaixenko darrere els barrots", agitant banderes i utilitzant torxes malgrat el fred i la pandèmia en curs. El 7 de febrer es van produir concentracions i cants a tot Minsk, el moviment de protesta més gran de la ciutat des del 24 de gener.
El 8 de febrer, Amnistia Internacional va afirmar que les "autoritats belarusses recorren a amenaces, assetjament i processament de menors".

## Morts
La primera víctima de les protestes és Alexander Taraikovsky, de 34 anys, que va morir el dia 10 d’agost a prop de l'estació de metro de Pushkinskaia. Segons el ministeri d'Interior, el manifestant va intentar llançar un artefacte explosiu contra els soldats del govern i va explotar als seus braços. No obstant això, un vídeo publicat el 15 d’agost el mostra amb les mans buides i és assassinat per la policia.
El 12 d'agost a Homiel, Aleksandr Vikhor, de 25 anys, que probablement patia malalties del cor, va morir després d'estar retingut durant diverses hores en una furgoneta de les forces de seguretat, on les temperatures eren altes.
El 19 d’agost Gennadi Shoutov, de 43 anys, amb un tret al cap durant les manifestacions de l'11 d'agost, va morir a l'hospital militar de Minsk, després de les ferides.
El 13 de novembre Raman Bandarenka de 31 anys és detingut i colpejat fins a morir per intentar protegir les cintes vermelles i blanques (colors de l'antiga bandera belarussa, usada com a símbol democràtic).
El govern va demanar perdó pels abusos policials. Es va crear una comissió d'investigació, però aquesta, amb el seu funcionament opac, dona pocs resultats.

## Reivindicacions dels manifestants
Els manifestants s’oposen al règim vigent, però no semblen qüestionar els vincles del seu país amb Rússia, que gaudeix d’una imatge positiva entre la població belarussa. Els mitjans de comunicació russos, per la seva banda, han adoptat generalment una visió favorable de les protestes contra el govern belarús.
Les dones són molt presents a les manifestacions. Demanen l'alliberament dels seus fills i dels seus marits vestits de blanc amb flors a les mans. El moviment es caracteritza per la seva diversitat generacional, geogràfica (urbana i rural) i social (hi participen treballadors i membres de l'elit). L'oposició més militant és jove i urbana, sovint lligada al sector de les noves tecnologies.
La protesta és especialment imponent a Minsk, la capital del país, on viuen dos milions de persones. No obstant això, a tot el país, segons l'historiador Bruno Drewski, "Lukaixenko continua sent el que té la majoria, no necessàriament per entusiasme, sinó per preocupació per defensar els guanys socials i la propietat pública".

## Reaccions internacionals

Reaccions internacionals com a reacció a la reelecció d'Aleksandr Lukaixenko
Belarús
Països que han felicitat Lukaixenko
Països que han expressat reserves o crítiques respecte a les eleccions

Molts països no reconeixen la reelecció d'Aleksandr Lukaixenko i donen suport als manifestants. Alguns països també han pres mesures contra Belarús.

### Reaccions en el si de la Unió Europea
Des de l'11 d'agost, Josep Borrell, Alt representant de la Unió Europea per a Afers exteriors i Política de Seguretat declara que les eleccions no van ser ni lliures ni justes i que les autoritats estatals van utilitzar violències desproporcionades i inacceptables. Charles Michel organitza el 19 d’agost una videoconferència dels membres del Consell Europeu, al final de la qual va declarar 
| « | que, atès que les eleccions a Belarús no van ser ni lliures ni justes i que no van complir els estàndards internacionals, la UE no reconeix els resultats comunicats per les autoritats belarusses i que tots els detinguts il·legalment han de ser alliberats immediatament | » |

Ursula von der Leyen, presidenta de la Comissió Europea, anuncia que ha mobilitzat dos milions d'euros per donar suport a les víctimes de la repressió i de la violència estatal i un milió d'euros per finançar" mitjans independents de la societat civil ".

El president francès Emmanuel Macron dona suport als manifestants en un tuit: 
| « | La Unió Europea ha de continuar mobilitzant-se al costat dels centenars de milers de belarussos que es manifesten pacíficament pel respecte dels seus drets, la seva llibertat i la seva sobirania | » |

 El 27 de setembre, va a Lituània a conèixer Sviatlana Tsikhanòuskaia, on declara: 
| « | El que passa a Belarús és una crisi de poder, un poder autoritari que no pot acceptar la lògica de la democràcia i que es manté a la força. És clar que Lukaixenko ha de marxar. Vaig passar a parlar amb Vladímir Putin […] Li vaig dir que Rússia té un paper a jugar, i aquest paper pot ser positiu si empeny Lukaixenko a respectar el resultat de les urnes i a alliberar els presos polítics. Va ser fa quinze dies, no ha fet res | » |

Els governs de Lituània, Estònia i Letònia declaren el 31 d’agost persona non grata el president belarús i una trentena d'alts funcionaris.
L'endemà del jurament de Aleksandr Lukaixenko, Josep Borrell emet un nou comunicat de premsa en el qual reafirma que la UE no reconeix els resultats falsos de les eleccions presidencials i afegeix: per això, l'anomenat "jurament" del 23 de setembre de 2020 i el nou mandat reivindicat per Aleksandr Lukaixenko no tenen legitimitat democràtica.
En un Consell Europeu extraordinari l'1 i 2 d’octubre, els líders europeus decideixen sancions contra una quarantena de líders belarussos, identificats com a responsables de la repressió violenta de les manifestacions o de la falsificació de les eleccions presidencials.

Els ministres d'Afers Exteriors de França, Alemanya i Polònia, reunits a París el 15 d'octubre de 2020, en el marc de la cooperació del triangle de Weimar, reafirma la vocació de la UE 
| « | actuar i promoure la pau, la seguretat, la democràcia i els drets humans, així com protegir els valors de l'article 2 del Tractat de la Unió Europea en què es basa | » |

. Condemnen la repressió policial i política exercida per les autoritats belarusses i les detencions arbitràries i donen suport a la mediació de l'OSCE.

### Altres reaccions
En un tuit, diu el candidat demòcrata a la presidència dels Estats Units, Joe Biden: 
| « | Els valents ciutadans de Belarús demostren que les seves veus no seran silenciades pel terror ni per la tortura. Els Estats Units haurien de donar suport a la convocatòria d’eleccions justes de Sviatlana Tsikhanòuskaia. Cal dir a Rússia que no intervingui: no es tracta de geopolítica, sinó del dret a triar els seus líders | » |

El 2 d’octubre, els Estats Units van anunciar sancions econòmiques contra vuit alts càrrecs belarussos, inclòs el ministre de l'Interior, pel seu paper en la supressió del moviment de protesta a l'antiga república soviètica.
L'Oficina de l'Alt Comissariat de les Nacions Unides per als Drets Humans diu que ha rebut informes de més de 450 casos documentats de tortures i maltractaments des del dia de les eleccions presidencials. Segueixen desaparegudes almenys sis persones.
A Rússia, el líder del partit d'extrema dreta LDPR, Vladímir Jirinovski, va donar la benvinguda a " l’agonia del règim de Lukaixenko ". Entre els propers al Kremlin, el senador Oleg Melnichenko, coordinador de la missió d’observació enviada a Minsk pels països de la CEI, va reconèixer la reelecció del president belarús. Per contra, l'influent diputat Konstantin Zatouline va denunciar severament el govern de Lukaixenko. Els oligarques russos participen en el finançament de l'oposició amb la idea de promoure futures privatitzacions a la indústria belarussa.
El 12 de desembre, Suïssa va congelar els actius de Lukaixenko a causa de la repressió massiva de les protestes. El govern suís està preocupat per la situació i demana un diàleg entre les autoritats i els civils, així com la llibertat dels detinguts arrestats arbitràriament i una investigació sobre les sospites de tortura infligides per les forces de seguretat belarusses. El Consell Federal Suís va anunciar que Aleksandr Lukaixenko i el seu fill Viktor formen part d'un grup de 15 persones a qui se'ls ha prohibit l'entrada o el trànsit per Suïssa.